# Banque centrale de la Barbade
La Banque centrale des Bahamas est la banque centrale de Bahamas. Comme les autres banques centrales, sa mission première est de rechercher la stabilité financière du pays. Il n’est pas lié au Département du Trésor, car il s’agit d’une institution autonome.

## Histoire
La Banque centrale de la Barbade a été créée par une loi du Parlement le 2 mai 1972. Avant sa création, la politique monétaire de la Barbade était régie par son adhésion à l'Autorité monétaire des Caraïbes orientales (ECCA). La Banque centrale est l'autorité émettrice de billets de banque pour la monnaie barbadienne.
Le bâtiment de la Banque centrale, le Tom Adams Financial Centre, est un immeuble de dix étages situé sur Spry Street à Bridgetown. Ce complexe comprend un théâtre/auditorium de 491 places, le Frank Collymore Hall. Construit entre 1982 et 1986, le bâtiment a été inauguré le 18 septembre 1986.
Le Rapport sur la compétitivité mondiale 2008-2009 a classé la solidité des banques commerciales de la Barbade au 21e rang sur 134 juridictions mondiales évaluées,.
L'économie barbadienne est régulièrement examinée par plusieurs sociétés d'investissement notables de Wall Street, notamment : PricewaterhouseCoopers, Standard & Poor's et Moody's.